# Championnat de France de basket-ball de Nationale masculine 1 2020-2021
Navigation
2019-2020 2021-2022
La saison 2020-2021 du championnat de France de basket-ball de Nationale 1 est la 72e édition du championnat de France de basket-ball de Nationale masculine 1. La NM1 est le troisième plus haut niveau du championnat de France de basket-ball. Trente-quatre clubs participent à la compétition, plus haut niveau amateur de basket-ball de l'hexagone, sous la direction de la FFBB.
| \| Orchies Mulhouse Besançon Andrézieux-B. Chartres C. fédéral Avignon-Le P. Pont-de-C. Kaysersberg A. St-Vallier Épinal Boulogne Caen Le Havre Les Sables Toulouse Rennes Dax Gamarde Vanves Rueil Tours Tarbes La Rochelle Lorient Angers Challans Bordeaux Vitré \| Localisation des clubs engagés dans le championnat. |
| Orchies Mulhouse Besançon Andrézieux-B. Chartres C. fédéral Avignon-Le P. Pont-de-C. Kaysersberg A. St-Vallier Épinal Boulogne Caen Le Havre Les Sables Toulouse Rennes Dax Gamarde Vanves Rueil Tours Tarbes La Rochelle Lorient Angers Challans Bordeaux Vitré                                                           |

## Formule de la compétition
Pour la troisième édition, la compétition est organisée en trois phases distinctes.
Lors de la première phase, les équipes sont réparties en deux poules géographiques (poule A et poule B) et affrontent tous les adversaires de la poule en matchs aller-retour. Chaque équipe joue donc 26 matchs, étalés de fin septembre à début mars.
La deuxième phase débute ensuite avec trois groupes. Le groupe A rassemble les équipes qui ont terminé aux cinq premières places de chacune des deux poules. Le groupe B contient également dix équipes, celles qui ont terminé entre la 6e et la 10e place de chaque poule. Enfin, les quatre dernières équipes de chaque poule sont reversées dans le groupe C qui ne compte donc que huit équipes. Dans chacun des groupes, chaque équipe n’affronte que les équipes issues de l’autre poule, là aussi en match aller-retour. Les résultats face aux équipes de la même poule qui se retrouvent dans le même groupe sont conservés.
À la fin de cette phase, l'équipe terminant première du groupe A est directement promue en Pro B. Les autres équipes du groupe A et les sept premières équipes du groupe B sont qualifiées pour les playoffs d'accession. Ils se déroulent sous forme d'un tournoi à élimination directe dont le tableau est intégralement déterminé par le classement. Les huitièmes de finale, quarts de finale, demi-finales et la finale se disputent tous au meilleur des 3 matches. L'équipe vainqueur de la finale accède à la Pro B. Les accessions à la Pro B sont cependant soumises à des conditions de participation au championnat professionnel qui peuvent empêcher une équipe de monter.
Les quatre dernières équipes du groupe C, à l’exception du Pôle France de basket-ball sont sportivement reléguées en Nationale 2.

## Clubs participants
Malgré l'absence de promotions et relégations la saison précédente, due à la pandémie de Covid-19, quelques évolutions ont lieu par rapport à la saison précédente. Feurs et La Charité demandent leur rétrogradation en NM2, libérant deux places en NM1. L'Union Rennes Basket, 1er au ranking fédéral de NM2, accepte la montée, contrairement au Beaujolais Basket, 2e. C'est finalement le 3e, le Pays des Olonnes Basket (renommé par la suite Les Sables Vendée Basket), qui récupère la dernière place vacante.
Quelques adaptations ont également lieu au niveau des poules :
- Rennes et les Sables, les deux promus, intègrent la poule A ;
- Rueil quitte la poule B pour la poule A ;
- Caen, Le Havre et Boulogne joignent la poule B.

| Club                       | Classement 2019-2020 | Salle                                           | Capacité  | Ville                 | Poule |
| -------------------------- | -------------------- | ----------------------------------------------- | --------- | --------------------- | ----- |
| Andrézieux-Bouthéon LS     | 7e B                 | Palais des Sports                               | 2 730     | Andrézieux-Bouthéon   | B     |
| Étoile Angers Basket       | 1er A                | Salle Jean-Bouin                                | 3 700     | Angers                | A     |
| US Avignon-Le Pontet       | 5e B                 | COSEC Jacques Moretti                           | 1 600     | Avignon               | B     |
| Besançon AC                | 11e B                | Gymnase des Montboucons                         |           | Besançon              | B     |
| JSA Bordeaux               | 6e A                 | Palais des sports de Bordeaux                   | 2 700     | Bordeaux              | A     |
| SOM Boulogne               | 4e A                 | Palais des sports Damrémont                     | 1 650     | Boulogne-sur-Mer      | B     |
| Caen BC                    | 5e A                 | Palais des sports de Caen                       | 3 000     | Caen                  | B     |
| Vendée Challans Basket     | 11e A                | Salle Michel-Vrignaud                           | 3 200     | Challans              | A     |
| C' Chartres                | 1er B                | Halle Jean-Cochet                               | 1 096     | Chartres              | B     |
| Dax Gamarde basket 40      | 8e A                 | Arènes de Gamarde-les-Bains Salle Maurice-Boyau | 2 000 640 | Gamarde-les-Bains Dax | A     |
| GET Vosges                 | 9e B                 | Palais des Sports                               | 2 300     | Épinal                | B     |
| Kaysersberg ABCA           | 13e B                | Salle Théo-Faller                               |           | Kaysersberg           | B     |
| Stade rochelais Rupella    | 12e A                | Salle Gaston-Neveur                             | 1 994     | La Rochelle           | A     |
| STB Le Havre               | 3e A                 | Salle des Docks Océane                          | 3 528     | Le Havre              | B     |
| Les Sables VB              | 1er B (NM2)          | Salle Beauséjour                                | 954       | Les Sables-d'Olonne   | A     |
| CEP Lorient                | 14e A                | Salle Kervaric                                  | 3 800     | Lorient               | A     |
| Mulhouse BA                | 8e B                 | Palais des Sports de Mulhouse                   | 3700      | Mulhouse              | B     |
| BC Orchies                 | 10e B                | Contact Pévèle Arena                            | 5 026     | Orchies               | B     |
| Pôle France                | 14e B                | Salle Marie-Thérèse-Eyquem                      | 300       | Paris                 | B     |
| SO Pont-de-Chéruy-Chavanoz | 3e B                 | Salle Stéphane                                  |           | Pont-de-Chéruy        | B     |
| Union Rennes Basket        | 1er C (NM2)          | Salle Colette-Besson                            | 2 142     | Rennes                | A     |
| Rueil AC                   | 4e B                 | Stadium                                         | 1 200     | Rueil-Malmaison       | A     |
| Saint-Vallier BD           | 2e B                 | Complexe sportif des deux Rives                 | 2 132     | Saint-Vallier         | B     |
| Union Tarbes-Lourdes       | 9e A                 | Palais des sports du quai de l'Adour            | 1 650     | Tarbes                | A     |
| Toulouse BC                | 10e A                | Petit palais des sports                         | 1 860     | Toulouse              | A     |
| Union Tours BM             | 2e A                 | Halle Monconseil                                | 1 500     | Tours                 | A     |
| Stade de Vanves            | 13e A                | Salle André Roche                               | 500       | Vanves                | A     |
| Aurore de Vitré            | 7e A                 | Salle de la Poultière                           | 1 499     | Vitré                 | A     |

1. ↑  Le Pôle France ne peut pas être relégué.

## Première phase

### Classements de la première phase

#### Poule A
| Rang | Équipe                | Pts | J  | G  | P  | Pp   | Pc   | Diff |
| ---- | --------------------- | --- | -- | -- | -- | ---- | ---- | ---- |
| 1    | Tours                 | 46  | 26 | 20 | 6  | 2161 | 1987 | 174  |
| 2    | Toulouse              | 44  | 26 | 18 | 8  | 2055 | 1865 | 190  |
| 3    | La Rochelle           | 43  | 26 | 17 | 9  | 2063 | 1887 | 176  |
| 4    | Vitré                 | 43  | 26 | 17 | 9  | 2144 | 1959 | 185  |
| 5    | Lorient               | 43  | 26 | 17 | 9  | 2146 | 2053 | 93   |
| 6    | Rennes P              | 42  | 26 | 16 | 10 | 1976 | 1924 | 52   |
| 7    | Challans              | 40  | 26 | 14 | 12 | 2164 | 2206 | -42  |
| 8    | Tarbes-Lourdes        | 38  | 26 | 12 | 14 | 1984 | 2007 | -23  |
| 9    | Angers                | 38  | 26 | 12 | 14 | 2014 | 2031 | -17  |
| 10   | Rueil                 | 37  | 26 | 11 | 15 | 2164 | 2134 | 30   |
| 11   | Dax Gamarde           | 36  | 26 | 10 | 16 | 1923 | 2033 | -110 |
| 12   | Les Sables-d'Olonne P | 34  | 26 | 8  | 18 | 1862 | 2035 | -173 |
| 13   | Bordeaux              | 33  | 26 | 7  | 19 | 1939 | 2208 | -269 |
| 14   | Vanves                | 29  | 26 | 3  | 23 | 1900 | 2166 | -266 |

- Promu en Pro B
- Relégué en NM2
- P : Promu de NM2 en 2020

#### Poule B
| Rang | Équipe              | Pts | J  | G  | P  | Pp   | Pc   | Diff |
| ---- | ------------------- | --- | -- | -- | -- | ---- | ---- | ---- |
| 1    | Saint-Vallier       | 50  | 26 | 24 | 2  | 2115 | 1840 | 275  |
| 2    | Caen                | 49  | 26 | 23 | 3  | 2007 | 1777 | 230  |
| 3    | Le Havre            | 43  | 26 | 17 | 9  | 2228 | 2113 | 115  |
| 4    | Chartres            | 43  | 26 | 17 | 9  | 2349 | 2163 | 186  |
| 5    | Mulhouse            | 41  | 26 | 15 | 11 | 2127 | 2071 | 56   |
| 6    | Andrézieux-Bouthéon | 41  | 26 | 15 | 11 | 2056 | 1997 | 59   |
| 7    | Pont-de-Chéruy      | 41  | 26 | 15 | 11 | 1990 | 1961 | 29   |
| 8    | Boulogne-sur-Mer    | 39  | 26 | 13 | 13 | 2023 | 1968 | 55   |
| 9    | Épinal              | 37  | 26 | 11 | 15 | 2169 | 2230 | -61  |
| 10   | Orchies             | 35  | 26 | 9  | 17 | 1950 | 2056 | -106 |
| 11   | Besançon            | 35  | 26 | 9  | 17 | 2182 | 2257 | -75  |
| 12   | Kaysersberg         | 32  | 26 | 6  | 20 | 1880 | 2139 | -259 |
| 13   | Avignon-Le Pontet   | 32  | 26 | 6  | 20 | 1908 | 2056 | -148 |
| 14   | Pôle France         | 28  | 26 | 2  | 24 | 1555 | 1911 | -356 |

- Promu en Pro B
- Le centre fédéral ne peut pas être relégué.

### Matches de la première phase

#### Poule A
| Résultats (dom.\ext.)                                              | ANG     | BOR    | CHA    | DAX   | LAR    | LSO   | LOR    | REN   | RUE    | TAR   | TLS   | TOU    | VAN    | VIT    |
| Angers                                                             |         | 73-66  | 80-94  | 67-70 | 62-65  | 73-57 | 85-88  | 71-66 | 71-69  | 78-70 | 86-82 | 83-98  | 81-73  | 75-78  |
| Bordeaux                                                           | 73-69   |        | 99-78  | 93-64 | 64-79  | 93-69 | 67-86  | 59-85 | 84-75  | 69-81 | 76-67 | 78-112 | 76-60  | 70-104 |
| Challans                                                           | 88-82   | 93-80  |        | 84-73 | 81-85  | 76-89 | 99-79  | 63-69 | 85-84  | 73-83 | 86-76 | 88-91  | 96-81  | 76-68  |
| Dax Gamarde                                                        | 59-87   | 76-68  | 76-77  |       | 73-75  | 93-54 | 79-58  | 64-62 | 89-84  | 68-84 | 66-79 | 88-91  | 73-62  | 65-88  |
| La Rochelle                                                        | 82-70   | 95-77  | 90-55  | 91-90 |        | 91-70 | 83-85  | 84-72 | 79-78  | 73-56 | 73-74 | 71-74  | 73-56  | 87-80  |
| Les Sables-d'Olonne                                                | 77-81   | 97-80  | 85-102 | 69-62 | 60-66  |       | 56-72  | 74-77 | 67-93  | 67-77 | 66-79 | 77-74  | 70-72  | 78-69  |
| Lorient                                                            | 73-68   | 80-56  | 92-85  | 97-78 | 70-76  | 96-70 |        | 85-63 | 103-84 | 77-85 | 59-90 | 75-89  | 80-77  | 80-84  |
| Rennes                                                             | 87-88   | 97-56  | 88-83  | 99-70 | 75-74  | 77-72 | 80-88  |       | 71-69  | 69-62 | 78-81 | 80-72  | 81-70  | 54-77  |
| Rueil                                                              | 100-91  | 94-77  | 90-93  | 69-76 | 64-63  | 67-80 | 91-89  | 79-81 |        | 89-78 | 78-87 | 84-94  | 101-74 | 87-69  |
| Tarbes-Lourdes                                                     | 87-70   | 86-75  | 75-85  | 80-75 | 89-86  | 71-79 | 84-88  | 67-74 | 79-86  |       | 50-65 | 84-92  | 62-58  | 80-76  |
| Toulouse                                                           | 68-65   | 99-72  | 103-74 | 89-50 | 73-68  | 68-55 | 63-67  | 91-74 | 94-99  | 84-83 |       | 84-68  | 77-58  | 63-82  |
| Tours                                                              | 68-69   | 83-70  | 76-67  | 78-92 | 69-65  | 74-67 | 91-87  | 83-62 | 96-88  | 81-61 | 81-67 |        | 82-77  | 74-69  |
| Vanves                                                             | 105-107 | 98-90  | 83-84  | 59-75 | 79-103 | 69-99 | 87-108 | 70-82 | 74-84  | 77-90 | 74-76 | 71-80  |        | 65-57  |
| Vitré                                                              | 88-82   | 108-71 | 111-95 | 89-79 | 91-86  | 83-58 | 83-84  | 72-73 | 90-78  | 93-80 | 77-76 | 79-72  | 79-71  |        |
| - Victoire à domicile - Victoire à l'extérieur - Match non disputé |         |        |        |       |        |       |        |       |        |       |       |        |        |        |

#### Poule B
| Résultats (dom.\ext.)                                              | AND   | AVI    | BES    | BOU    | CAE   | CHR     | EPI    | KAY    | LEH   | MUL    | ORC    | PF     | PON    | STV    |
| Andrézieux-Bouthéon                                                |       | 80-69  | 99-87  | 65-64  | 74-76 | 86-96   | 80-65  | 77-65  | 87-72 | 70-86  | 66-69  | 62-59  | 83-78  | 91-72  |
| Avignon-Le Pontet                                                  | 83-78 |        | 83-96  | 82-79  | 69-81 | 67-88   | 58-85  | 67-72  | 79-84 | 74-87  | 72-65  | 57-54  | 81-84  | 69-78  |
| Besançon                                                           | 86-88 | 105-89 |        | 92-86  | 59-77 | 87-91   | 114-92 | 73-74  | 82-99 | 85-103 | 89-86  | 105-70 | 79-77  | 77-105 |
| Boulogne                                                           | 75-77 | 77-74  | 76-58  |        | 55-71 | 93-90   | 86-81  | 69-62  | 60-64 | 89-86  | 96-55  | 73-54  | 85-63  | 74-83  |
| Caen                                                               | 69-66 | 66-62  | 84-79  | 72-52  |       | 88-77   | 82-72  | 78-70  | 82-67 | 93-69  | 82-60  | 66-52  | 67-53  | 64-78  |
| Chartres                                                           | 95-75 | 96-93  | 111-92 | 98-90  | 86-93 |         | 104-94 | 108-80 | 75-88 | 78-82  | 109-81 | 102-69 | 68-65  | 80-85  |
| Épinal                                                             | 91-94 | 78-76  | 84-76  | 81-92  | 78-80 | 113-100 |        | 78-87  | 91-87 | 90-93  | 86-81  | 87-68  | 69-71  | 82-98  |
| Kaysersberg                                                        | 78-84 | 78-76  | 59-91  | 71-77  | 52-86 | 88-91   | 77-88  |        | 82-80 | 86-87  | 67-74  | 72-52  | 86-99  | 67-87  |
| Le Havre                                                           | 82-81 | 93-82  | 91-85  | 102-89 | 90-76 | 87-82   | 120-95 | 119-85 |       | 101-90 | 84-76  | 63-72  | 92-106 | 74-93  |
| Mulhouse                                                           | 89-86 | 75-63  | 113-86 | 73-82  | 77-87 | 91-101  | 86-80  | 85-76  | 67-81 |        | 70-60  | 82-61  | 56-64  | 67-85  |
| Orchies                                                            | 76-74 | 77-84  | 85-73  | 86-88  | 54-64 | 72-95   | 81-85  | 78-57  | 83-96 | 83-98  |        | 73-47  | 81-64  | 61-81  |
| Pôle France                                                        | 54-70 | 56-62  | 48-63  | 60-68  | 61-65 | 55-83   | 75-82  | 73-65  | 68-88 | 64-72  | 58-74  |        | 49-57  | 65-68  |
| Pont-de-Chéruy                                                     | 72-82 | 69-68  | 84-75  | 82-74  | 84-91 | 73-75   | 95-80  | 97-72  | 66-64 | 82-80  | 99-98  | 75-61  |        | 59-68  |
| Saint-Vallier                                                      | 89-81 | 75-69  | 101-88 | 93-88  | 83-67 | 76-70   | 83-71  | 65-52  | 79-60 | 64-63  | 72-79  | 77-50  | 77-72  |        |
| - Victoire à domicile - Victoire à l'extérieur - Match non disputé |       |        |        |        |       |         |        |        |       |        |        |        |        |        |

## Deuxième et troisième phases
Lors de la deuxième phase, les équipes qui se sont déjà affrontées lors de la phase 1 ne se rencontrent pas à nouveau mais conservent les résultats directs acquis lors de la phase 1. Le premier du groupe A est sacré champion de Nationale Masculine 1 et est directement promu en Pro B. Les autres équipes du groupe A ainsi que les 7 premières du groupe B se qualifient pour les playoffs d'accession. Les 4 derniers du groupe C sont relégués en Nationale Masculine 2 la saison suivante.
La troisième phase est une phase à élimination directe. Les huitièmes de finale, quarts de finale, demi-finales et la finale se disputent au meilleur des 3 matches. La rencontre « aller » se déroule chez la formation la moins bien classée, la rencontre « retour » et l'éventuelle belle se disputent dans la salle de l'équipe la mieux classée. 
Le vainqueur des play-offs obtient sa qualification pour la Pro B.

### Nouvelle formule du championnat
Le 24 décembre 2020, la FFBB décide d'annuler les playoffs. Le 26 mars 2021, la FFBB annonce cette fois l'annulation de la phase 2 du championnat à cause des retards dans la compétition.
En conséquence :
- le championnat est arrêté à la fin de la phase 1 ;
- aucun titre de champion n'est décerné (on peut considérer Saint-Vallier comme champion officieux, avec le meilleur bilan) ;
- les équipes classées à la première place de la Poule A et de la Poule B seront les équipes montantes en Pro B ;
- bien qu'initialement, le dernier de chaque poule devait être relégué, la fédération décide qu'aucune équipe ne sera reléguée sportivement en NM2 pour la saison;

## Bilan de la saison
Les équipes de Saint-Vallier et Tours, premières de leurs poules respectives accèdent à la Pro B.
Le stade de Vanves, bien que sauvé par l'annulation des relégations, demande sa rétrogradation en NM2 pour cause budgétaire.